# Applegate (California)
Applegate es una localidad ubicada en el condado de Placer, California, Estados Unidos.